# 鯨魚山口 (阿拉斯加州)
鯨魚山口（英語：Whale Pass）是位於美國阿拉斯加州威尔士亲王-海德人口普查区的一個非建制地區和人口普查指定地區。根據2010年美國人口普查，該地共人口58人，而該地的面積約為96.80平方千米。

## 地理
鯨魚山口的座標為56°06′45″N 133°08′31″W / 56.11250°N 133.14194°W，而該地的平均海拔高度為39米（即128英尺）。